# Makhir de Narbonne

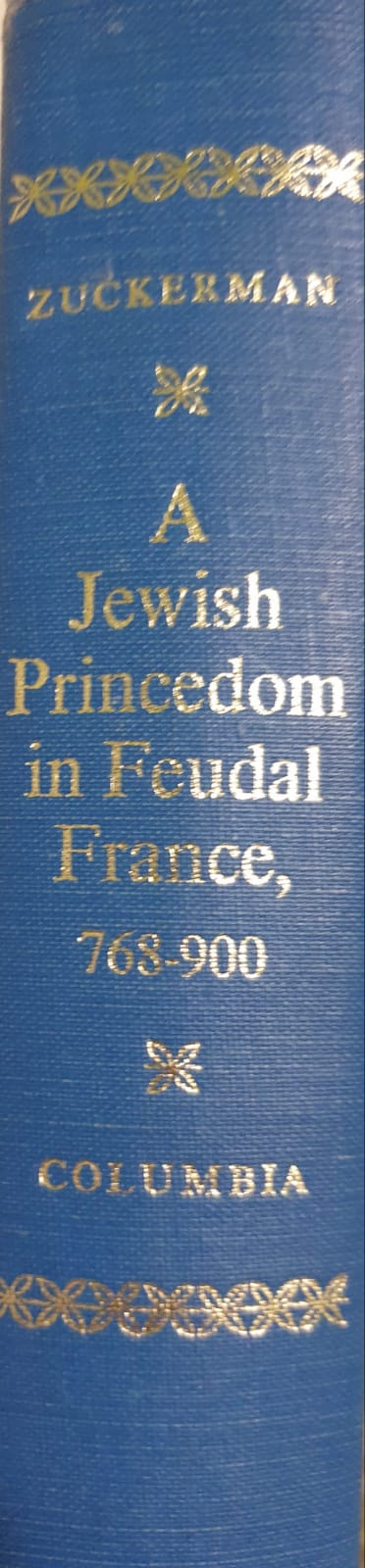
A Jewish Kingdom in Feudal France 768-900

Makhir de Narbonne est un juif issu de la diaspora des Juifs de Babylone qui, selon un ouvrage de l'historien américain Arthur J. Zuckerman publié en 1972 par l'université Columbia, devient à la fin du VIIIe siècle le souverain de la Principauté juive de Narbonne en Septimanie. Il meurt en 793 sur les rives de la Weser en Pannonie.

## Écrits d'Abraham Ibn Daoud
Selon une tradition conservée par Abraham ibn Dawd Halevi dans son Sefer ha-Qabbalah (en) écrit en 1161, Makhir est un descendant de la Tribu de David. À son propos, Ibn Daoud écrit :
« Alors le roi Charlemagne demanda au calife de Bagdad de lui adjoindre un juif de la tribu du Roi David. Ce dernier lui adressa un homme sage du nom de Rabbi Makhir. Le roi Charlemagne l'établit à Narbonne, ville capitale, l'y introduit et lui conféra une position éminente alors même qu'il venait de reprendre la cité aux Arabes. Et Makhir prit pour femme la fille d'un des notables de la ville (...) et le Roi l'anoblit et, en témoignage de son estime, conféra à tous les juifs de la ville des franchises qui furent inscrites en latin dans une charte revêtue du sceau impérial ; et cette charte leur fut remise. Le prince Makhir fut alors reconnu comme chef. Ses descendants, comme lui-même l'avait fait, conservèrent par la suite des liens étroits avec le roi. »
Que les origines babyloniennes de Makhir aient été ou non attestées et quoi que ses descendants aient pu en dire, sa rencontre avec le roi Charlemagne est en réalité légendaire car le suzerain d'alors était son père, le roi des Francs Pépin le Bref. Celui-ci, dont l'objectif était d'obtenir l'aide des juifs de Narbonne pour repousser jusqu'à la mer les sarrasins de la dynastie omeyyade, les récompense à la suite de la reddition de la Narbonne mauresque en 759 en leur accordant les pleins pouvoirs. Tant les Annales monastiques d'Aniane que la Chronique de Moissac attribuent les mérites de cette victoire aux chefs wisigoths de Narbonne, pour avoir massacré la garnison sarrasine de Narbonne. Par la suite, Pépin le Bref et ses fils Charlemagne et Charles renouvellent leur promesse en attribuant à Makhir et aux siens davantage de terres, en dépit de la protestation formelle du pape Étienne III. En 791, Charlemagne confirme les statuts du Royaume juif de Narbonne et crée le titre permanent de Nasir (patriarche).
Plusieurs siècles durant, la dynastie makhirite jouit de nombreux privilèges, le titre de Nasir se transmettant de manière héréditaire. Le célèbre voyageur espagnol Benjamin de Tudèle, visitant Narbonne en 1165, mentionne la situation en vue de la famille de Makhir à Narbonne ; les lettres royales de 1364 mentionnent également l'existence d'un Rex Iudaeorum (trad. : roi des juifs) à Narbonne. Le lieu où se trouve la résidence de la famille de Makhir est désigné, dans des documents officiels, sous l'expression de Cortada Regis Iudaeorum (trad. : cour du roi des juifs). On attribue à Makhir la fondation d'une école talmudique rivalisant avec talent avec celle de Babylone et attirant des élèves de maints endroits.

## Nasir Makhir et la dynastie carolingienne
Arthur Zuckerman soutient que le nom de Makhir est en réalité attribué à Natronaï Ben Habibi, exilarque de Babylone banni au terme d'une querelle opposant deux branches de la famille de Boustenaï Ben Haninaï à la fin du VIIIe siècle. Plus loin, Zuckermann émet également l'hypothèse que Makhir/Natronaï soit en réalité Maghario, comte de Narbonne à tour de rôle avec Aymeri de Narbonne qui, dans la poésie épique, est présenté comme le mari d'Alda ou Aldana, fille de Charles Martel, et le père de Guillaume de Gellone. Ce Guillaume fait l'objet d'au moins six poèmes épiques majeurs composés avant les Croisades, dont Willehalm de Wolfram von Eschenbach, le plus fameux des chroniqueurs du Saint Graal. Son équivalent historique, Guillaume Ier, comte de Toulouse, vainc les Sarrasins d'Espagne lors de la bataille de Barcelone en 803. Dans le récit de cette campagne, que contient le poème en latin d'Ermold le Noir, les dates des évènements sont formulées selon le calendrier juif et Guillaume y est décrit comme un juif pratiquant. Le comte Guillaume est le fils de Theodoric, comte franc de Septimanie, de sorte que Zuckrmann conclut que ce Théodoric n'est autre que Makhir et que cette lignée de Théodoric, fort documentée, constitue bel et bien la dynastie des rois franquo-juifs de Narbonne issue d'une union des exilarches de Babylone aux carolingiens de Charles Martel. Du côté de David de Pravieux, une partie des descendants de Théodoric proviennent probablement de la branche des Bondesen-David (Canada) qui remonte, en patrilignage direct, jusqu'à Julien David. Ce dernier était seigneur de Pravieux, né aux alentours de 1195 dans le Forez.

## Controverse
Un débat existe sur la réalité de la superposition des lignages franc et juif de Makhir : certains universitaires considèrent cette hypothèse comme erronée du fait du manque de crédibilité des hypothèses de l'existence d'un royaume juif en France méridionale ; d'autres au contraire citent en référence les travaux d'Arthur Zuckerman sans en critiquer le contenu, tenu pour acquis.

## Une nouvelle thèse
Dans Le royaume juif de Rouen ressuscité, paru en 2018, Jacques-Sylvain Klein reprend tout le dossier. Il confirme que c'est bien Charlemagne qui, accédant au trône en 768, demande au calife de Bagdad, le célèbre al-Mansur, de lui envoyer un dignitaire capable de diriger les communautés juives de son royaume et de s'imposer, par sa science talmudique, face aux importants foyers culturels d'Espagne et d'Italie. En s'alliant au calife de Bagdad, Charlemagne cherche aussi à faire pièce aux Omeyyades qui, en 711, ont conquis l'Espagne sur les Abbassides et qui menacent en permanence la frontière méridionale du royaume. Al-Mansur lui envoie un éminent personnage, portant le double nom de Mahkir (c'est son nom biblique) et de Natronaï (c'est son nom aramique) ben Zabinaï (v. 725 - v. 793). Ce Mahkir, qui vient d'être destitué de ses fonctions d'exilarque de Babylone à la suite d'un conflit entre dignitaires religieux (on est en plein schisme karaïte), a été envoyé en Espagne en 771, pour propager le judaïsme babylonien (son émigration est racontée, à la fin du Xe siècle, dans l'Epître de Sherita Gaon). Charlemagne reçoit Mahkir dans la noblesse franque et l'adoube sous le nom de Théodoric. Il lui accorde une immense propriété terrienne en libre aloi, incluant d'anciens biens ecclésiastiques en Septimanie et dans le comté de Toulouse, et d'autres en Catalogne. Il confirme son titre de prince (nassi), attaché à son ascendance davidique, et vingt ans plus tard, en 791, le rend héréditaire. Titre qui restera, pendant cinq siècles (jusqu'à l'expulsion des juifs de France en 1306)  la propriété de la famille Calonymos. Sa transformation de prince en roi juif de Narbonne semble d'origine populaire, mais ce titre se retrouve néanmoins dans des actes diplomatiques des XIIIe et XIVe siècles.